# Maël-Carhaix
Maël-Carhaix (bretonsko Mêl-Karaez) je naselje in občina v francoskem departmaju Côtes-d'Armor regije Bretanje. Leta 2007 je naselje imelo 1.572 prebivalcev.

## Geografija
Kraj leži v pokrajini Bretaniji 44 km jugozahodno od Guingampa.

## Uprava
Maël-Carhaix je sedež istoimenskega kantona, v katerega so poleg njegove vključene še občine Locarn, Le Moustoir, Paule, Plévin, Trébrivan, Treffrin in Tréogan s 5.359 prebivalci.
Kanton Maël-Carhaix je sestavni del okrožja Guingamp.

## Zanimivosti
- cerkev sv. Petra iz konca 14. stoletja,
- jezero étang de Maël-Carhaix,
- rimski akvedukt.